# Bernardo Correa
Bernardo Ignacio Correa Mejías (n. Estación Central, Santiago, Chile, 12 de febrero de 1995) es un futbolista chileno. Juega como delantero. 

## Biografía
Proveniente de las inferiores de Universidad Católica, fue el goleador de la categoría Sub-19 del equipo cruzado, sin embargo en el año 2015 fue cedido a Deportes Valdivia, haciendo su debut profesional en este club.

## Clubes
| Club                       | País  | Año       |
| -------------------------- | ----- | --------- |
| Deportes Valdivia          | Chile | 2015-2017 |
| Deportivo Estación Central | Chile | 2017      |
| Lautaro de Buin            | Chile | 2018      |
| Deportivo Pilmahue         | Chile | 2020-Act. |

## Palmarés

### Campeonatos nacionales
| Título           | Equipo            | País  | Año     |
| ---------------- | ----------------- | ----- | ------- |
| Segunda División | Deportes Valdivia | Chile | 2015-16 |